# Hunkivka, Ripkî
Hunkivka (în ucraineană Гуньківка) este un sat în comuna Hubîci din raionul Ripkî, regiunea Cernihiv, Ucraina.

## Demografie
Componența lingvistică a localității Hunkivka
     Ucraineană (97,78%)
     Rusă (2,22%)
Conform recensământului din 2001, majoritatea populației localității Hunkivka era vorbitoare de ucraineană (97,78%), existând în minoritate și vorbitori de rusă (2,22%).